# Larkana
Larkana oder Larkano (Urdu لاڑکانہ, Sindhi لاڙڪاڻو) ist die viertgrößte Stadt in der Pakistanischen Provinz Sindh und liegt im Nordwesten der Provinz. Die Stadt ist sehr dicht bevölkert und die Bevölkerung steigt schnell. Im August 2000 feierte Larkana ihr 100-jähriges Bestehen seit der Gründung der Stadt im Jahre 1900.
Die Stadt hat eine Einwohnerzahl von 490.508 und die Fläche beträgt etwa 3527 km².

## Persönlichkeiten
- Zulfikar Ali Bhutto (1928–1979), Staatspräsident und Premierminister von Pakistan
- Abida Parveen (* 1954), Sängerin